# Partito Tedesco della Patria
Il Partito Tedesco della Patria o Partito della Patria Tedesca (in tedesco Deutsche Vaterlandspartei) fu un partito politico di estrema destra nato sul finire della prima guerra mondiale nell'Impero tedesco.
Fondato il 2 settembre 1917, tra gli altri da Wolfgang Kapp (che guadagnerà poi fama per il putsch di Kapp) e Alfred von Tirpitz (all'epoca da poco dimissionato dalla carica di Segretario di Stato della Marina Imperiale), raccoglieva i circoli favorevoli al proseguimento dell'impegno nel conflitto in corso. Era finanziato dal Terzo Comando Supremo e raggiunse la massima popolarità nell'estate del 1918 con circa 1.250.000 iscritti. Venne sciolto a seguito della rivoluzione tedesca del 10 dicembre 1918.
Uno dei membri, Anton Drexler, diede vita ad un'organizzazione molto simile chiamata il Partito Tedesco dei Lavoratori, che più tardi divenne il Partito Nazionalsocialista Tedesco dei Lavoratori (NSDAP) con cui Adolf Hitler giunse al potere nel 1933.